# John Marston
För andra betydelser, se John Marston (olika betydelser).
John Marston, född antagligen 1576, död den 25 juni 1634, var en engelsk dramatiker och satirdiktare, yngre samtida till Shakespeare. 
Med uppsluppet gyckel och på ett språk av ohöljd grovhet angrep Marston tidevarvets laster och narraktigheter. Han utgav 1598 den framstående satiren Scourge of villainie samt Pygmalion’s image, en parodi på Shakespeares Venus and Adonis. 
Mellan 1602 och 1607, då han övergav teatern och slog sig på teologin (1610 erhöll han ett prästgäll i Hampshire), skrev han 7 teaterstycken, som är klent uppbyggda, men förråder en stark originalitet. Bland dem märks Antonio and Mellida, The malcontent, The Dutch courtezan, What you will, The insatiate countess och Parasitaster. 
Marston inför i sina dramer alltid någon person, som fäller stickord över de andras utsvävande liv och okunnighet. Hans angrepp mot Ben Jonson besvarades av denne i Poetaster och blev början till en långvarig polemik med honom.
Senare kom dock en försoning till stånd, och Marston prisade i en dikt Jonsons Sejanus. Marstons arbeten är utgivna av Halliwell (3 band, 1856) och Bullen (3 band, 1887).